# Кубок Австрії з футболу 1924—1925
Кубок Австрії з футболу 1925 — 7-й розіграш турніру. Переможцем змагань втретє став столичний клуб «Аматоре».

## Чвертьфінали
| Переможці     | Рахунок | Переможені      |
| ------------- | ------- | --------------- |
| «Зіммерингер» | 4:1     | «Вінер АК»      |
| «Вієнна»      | 3:2     | «Рудольфшюгель» |
| «Адміра»      | 4:0     | «Вайзе Ельф»    |
| «Аматоре»     | 6:1     | «Хакоах»        |

## Півфінали
| Переможці | Рахунок | Переможені    |
| --------- | ------- | ------------- |
| «Вієнна»  | 4:1     | «Адміра»      |
| «Аматоре» | 3:1     | «Зіммерингер» |

## Фінал
| 8 листопада 1925 |

| «Аматоре»                                              | 3 — 1      | «Вієнна»          |
| ------------------------------------------------------ | ---------- | ----------------- |
| 37' Кальман Конрад 39' Густав Візер 62' Йозеф Мілнарік | (Протокол) | 20' Антонін Булла |

| «Гоге Варте», Відень Глядачів: 15 000 Арбітр: Генріх Плгак |

| Аматере                    |                     |
|                            |                     |
| ВР                         | Теодор Лорманн      |
| ЗХ                         | Віктор Близнець     |
| ЗХ                         | Йоганн Тандлер      |
| ПЗ                         | Фрідріх Бріза       |
| ПЗ                         | Макс Райтерер       |
| ПЗ                         | Карл Шнайдер        |
| НП                         | Вільгельм Морокутті |
| НП                         | Кальман Конрад      |
| НП                         | Віктор Гірлендер    |
| НП                         | Густав Візер        |
| НП                         | Йозеф Мілнарік      |
| Тренер:                    |                     |
| Густав Ланцер / Єне Конрад |                     |

| Слован     |                  |
|            |                  |
| ВР         | Карл Острічек    |
| ЗХ         | Карл Райнер      |
| ЗХ         | Йозеф Блум       |
| ПЗ         | Роберт Сойферт   |
| ПЗ         | Леопольд Гофманн |
| ПЗ         | Ігнац Людвіг     |
| НП         | Ігнац Зайдль     |
| НП         | Йозеф Уріділь    |
| НП         | Фрідріх Гшвайдль |
| НП         | Антонін Булла    |
| НП         | Отто Фішер       |
| Тренер:    |                  |
| Ріхард Кон |                  |